# Число Лефшеца
Число Лефшеца — определённая целочисленная характеристика отображения топологического пространства в себя.

## Определение
Пусть {\displaystyle X} — топологическое пространство, {\displaystyle f:X\to X} — непрерывное отображение, {\displaystyle H_{*}(X,k)} — группы гомологий {\displaystyle X} с коэффициентами в поле {\displaystyle k}.
Пусть {\displaystyle t_{n}} — след линейного преобразования
{\displaystyle f_{*}:H_{n}(X,k)\to H_{n}(X,k)}
По определению, число Лефшеца отображения {\displaystyle f} есть
{\displaystyle \Lambda (f,X)=\sum _{n=0}^{\infty }(-1)^{n}t_{n}}

## Свойства
- Число Лефшеца определено если общий ранг групп {\displaystyle H_{*}(X,k)} конечен, и в этом случае не зависит от выбора {\displaystyle k}.

- Число Лефшеца тождественного отображения равно эйлеровой характеристике {\displaystyle X}.

### Формула Лефшеца
Пусть {\displaystyle X} — связное ориентируемое {\displaystyle n}-мерное компактное топологическое многообразие или {\displaystyle n}-мерный конечный клеточный комплекс, {\displaystyle f:X\to X} — непрерывное отображение.
Предположим, что все неподвижные точки отображения {\displaystyle f:X\to X} изолированы.
Для каждой неподвижной точки {\displaystyle x\in X}, обозначим через {\displaystyle i(x)} её индекс Кронекера (локальная степень отображения {\displaystyle f} в окрестности точки {\displaystyle x}).
Тогда формула Лефшеца для {\displaystyle X} и {\displaystyle f} имеет вид
{\displaystyle \sum _{\{x|f(x)=x\}}i(x)=\Lambda (f,X).}
- В частности, если отображение конечного клеточного комплекса не имеет неподвижных точек, то его число Лефшеца равно нулю.

## История
Эта формула была установлена впервые Лефшецем для конечномерных ориентируемых топологических многообразий и позже для конечных клеточных комплексов.
Этим работам Лефшеца предшествовала работа Брауэра 1911 о неподвижной точке непрерывного отображения {\displaystyle n}-мерной сферы в себя.